# 祖弼
祖 弼（そ ひつ）は、中国の通俗歴史小説『三国志演義』に登場する架空の人物。
後漢の朝廷に仕える符宝郎（玉璽等を管理する役職）。曹操の死後、華歆らが献帝を脅迫して曹丕に帝位の禅譲を強要する中、曹洪と曹休が武装したまま宮中に押し入り祖弼を呼び付けて玉璽を渡すように迫った。祖弼は天子の証である玉璽を要求するあまりの無礼さに曹洪と曹休を罵ったが、激怒した二人に斬り捨てられて死亡した。